# Маклахлан, Роберт
Роберт Маклахлан (англ. Robert McLachlan; 1837—1904) — английский энтомолог. 
Член Королевского энтомологического общества с 1858 года, президент общества с 1885 по 1886. Член Линнеевского общества (1862), Королевского общества (1877), Зоологического общества (1881), Садоводческого общества (1888).

## Биография
В молодости занимался ботаникой и исследовал флору Австралии и Китая, впоследствии начал изучать биологию, морфологию и систематику разных отрядов насекомых, в особенности же сетчатокрылых, одним из лучших знатоков которых он считался. Для отряда Trichoptera Маклахлан впервые применил морфологические признаки к классификации этих насекомых, следствием чего была его классическая монография по этому отряду. Среди многочисленных научных трудов Маклахлана следующие являются самыми важными: «Monograph of the British Species of Caddisflies» (1865—1867); «Monograph of the British Neuroptera Planipennia» (1868); «Monograph of the British Psocidae» (1866—1867); «Catalogue of British Neuroptera» (1870); «Quelques espèces de phryganides» (1872); «Monographic Revision and Synopsis of the Trichoptera of the European Fauna» (с 59 табл., изображающими морфологические детали европейских ручейников, 1874—1880); «Neuroptera» (в путешествии Федченко) и многие другие.